# Roberto Southwell
San Roberto Southwell (Horshan St Faith, Norfolk, 1561; Tyburn, 20 de febrero de 1595) fue un santo mártir jesuita.

## Biografía
Fue el menor de ocho hijos. Educado en Douai, viajó a París donde estuvo bajo la tutela del jesuita Thomas Darbyshire. En 1580 se unió a la Compañía de Jesús después de dos años de estudios en el Noviciado de Tournee. 
Se trasladó a Roma, donde pese a su juventud fue Prefecto de estudios en el Colegio Inglés de Roma de los jesuitas. Se ordenó de sacerdote en 1584. 
Fue enviado a Inglaterra en 1586 como misionero junto a Henry Garnett pese a estar en vigencia el decreto de la Reina Isabel que prohibía a a los sacerdotes católicos permanecer más de 40 días en Inglaterra bajo pena de muerte. Hizo trabajo misionero clandestino, fue capellán de la condesa de Arundel. Fue delatado en 1595 y acusado de traición, siendo ejecutado el 20 de febrero de 1595 en Tyburn. 
Su obra literaria está publicada. En 1872 se publicó la colección completa de "Poemas" por Reprint Services Corp y en 1970 en la colección "The Fuller Worthies Library" por AMS Press. 
Beatificado en 1929, fue canonizado por Pablo VI el 25 de octubre de 1970 junto con los Cuarenta Mártires de Inglaterra y Gales.

## Obra
- Epistle of Comfort.
- A short rule of good life.
- Triumphs over Death.
- Mary´s Magdalen Tears and a humble Supplication to Queen Elizabeth

En poesía
- El niño ardiente.
- La Queja de San Pedro.